# Noszvaj
Noszvaj község Heves vármegye Egri járásában, az Egri-Bükkalja területén.

## Fekvése

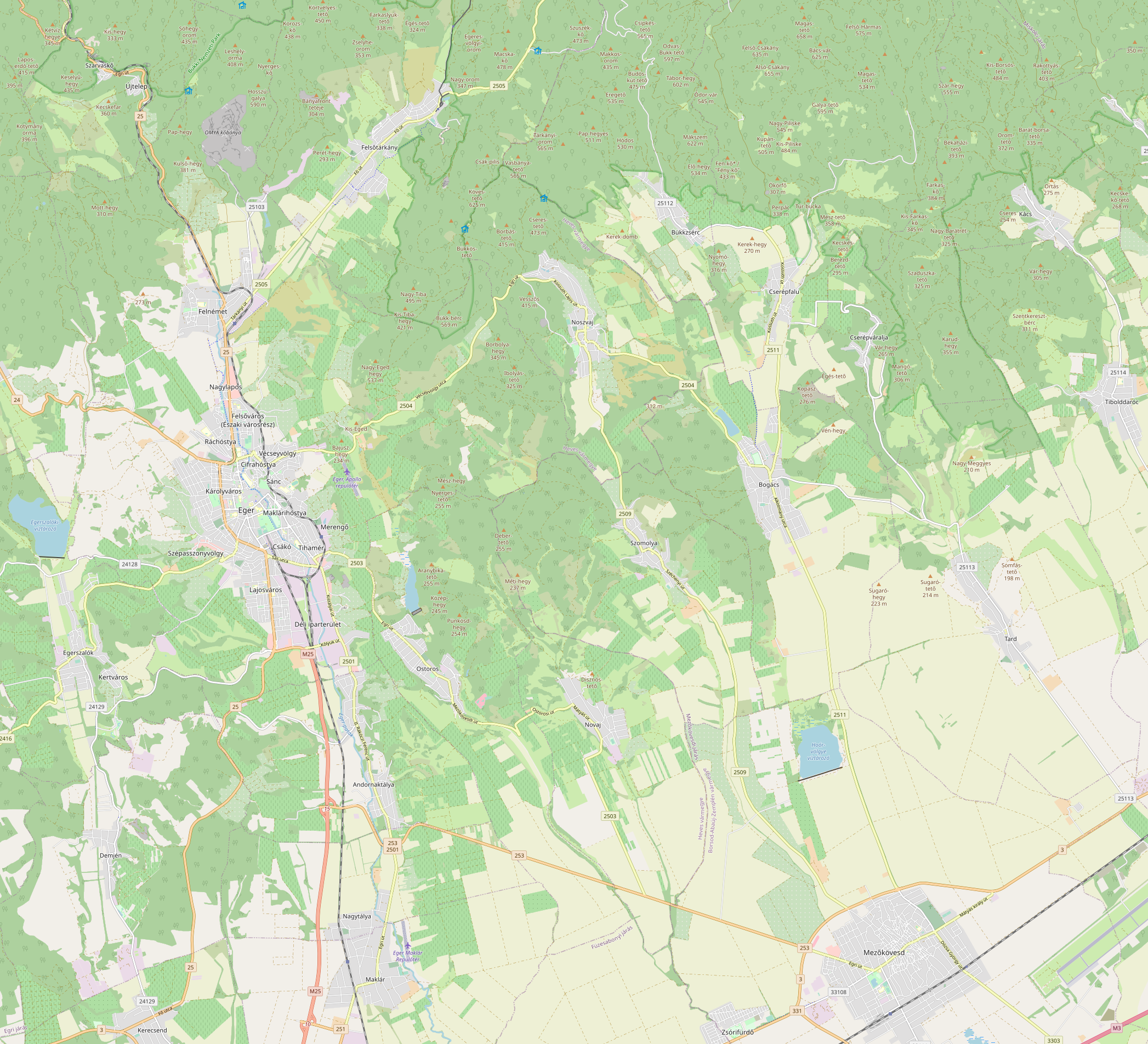
A község Eger környékének térképén

A falu és üdülőövezete: Síkfőkút, Egertől 10 km-re, a Bükki Nemzeti Park déli határán, a 667 m magas Várhegy lábánál, a Kánya-patak völgyében helyezkedik el.

### Megközelítése
Eger felől a vármegyeszékhelyről Bogácsig vezető 2504-es úton érhető el, Mezőkövesd felől pedig két irányból is megközelíthető, a 3-as főútról (vagy az M3-as autópályáról) letérve: Szomolya érintésével a 2509-es úton, vagy Bogácsig a 2511-es, onnan pedig tovább a 2504-es úton.

## Története
A település nevét korábban Neznay, Noznay szláv személynévvel azonosították, mert a honfoglalás környékén ezen a területen szláv települési foltok voltak, de a legújabb kutatások ezt cáfolják, eszerint a Noszvaj név a Noszvijj szóból származik, mely jelentése a „mi falunk” és latin eredetű szó. A 11. század második felében ugyanis nagy számban költöztek latinus népcsoportok az országba (Itáliából olasz, Franciaországból ófrancia, Németalföldről pedig vallon nyelvet beszélő telepesek, akik nyelve az újlatin nyelvek csoportjába tartozott). Ezt bizonyítja például, hogy a település délkeleti részén lévő terület mai is az Olaszilápa nevet viseli.
A Bükk hegység déli lejtőjén és Noszvaj környékén régészeti ásatások során őskori leleteket is találtak, ami az emberi letelepedés korai nyomait bizonyítja.
Noszvaj már az Árpád-korban lakott település volt, a honfoglalás után királyi birtok, majd adományozás révén a püspöké lett (egri püspökség). Az első írásos dokumentum 1248-ból származik, IV. Béla király idejéből, ez az oklevél azt bizonyítja, hogy a község ebben az időben püspöki falu (villa episcopalis) volt, az egri püspökség a birtokosa.
Noszvaj területileg és közigazgatásilag 1948-ig Borsod vármegyéhez tartozott, de birtokjogi szempontból egészen a török hódoltság kezdetéig az egri püspökséghez, majd a felsőtárkányi karthauzi szerzetesekhez tartozott.
Az egri vár 1552-es ostroma előtt a törökök a települést és a környéket feldúlták és felégették. Az ostrom után I. Ferdinánd Noszvajt az egri várvédő Figedy János birtokába adta. A Figedy család nemcsak birtokosa volt a területnek, hanem itt is lakott, egyes feltételezések szerint a család a mai de la Motte kastély helyén épített kúriában élt.
Ebben az időben a faluban már a reformáció terjedt el, erről tanúskodik egy 1564-ben keletkezett okirat, mely szerint ekkor Noszvajon már kálvinista egyház volt.
Az 1680-as években egy gazdag török borkereskedő fia a szultáni kincstártól örökáron megvette Almagyart és Noszvajt. Eger megvívása után a városban maradt, megkeresztelkedett és felvette a Noszvaji Ferenc nevet. Utód nélküli halálával az egri házát és vagyonát a minorita rendre hagyományozta.

## Közélete

### Polgármesterei
- 1990–1994: Pintér Elemér (MDF)[5]
- 1994–1998: Pintér Elemér (független)[6]
- 1998–2002: Pintér Elemér (független)[7]
- 2002–2006: Pintér Elemér (független)[8]
- 2006–2010: Bóta Géza (független)[9]
- 2010–2014: Bóta Géza (független)[10]
- 2014–2019: Bóta Géza (független)[11]
- 2019–2024: Szabó Péter (független)[12]
- 2024– : Szabó Péter (Fidesz-KDNP)[1]

## Népesség
A település népességének változása:
| Lakosok száma | 1856 | 1865 | 1891 | 2123 | 1863 | 1877 | 1867 |
|               | 2013 | 2014 | 2015 | 2021 | 2022 | 2023 | 2024 |

2001-ben a település lakosságának 98%-a magyar, 2%-a cigány nemzetiségűnek vallotta magát.
A 2011-es népszámlálás során a lakosok 86,4%-a magyarnak, 0,2% bolgárnak, 1,5% cigánynak, 0,2% horvátnak, 0,6% németnek, 0,4% románnak mondta magát (13,4% nem nyilatkozott; a kettős identitások miatt a végösszeg nagyobb lehet 100%-nál). A vallási megoszlás a következő volt: római katolikus 20,6%, református 43,2%, görögkatolikus 0,6%, felekezeten kívüli 8,4% (24,9% nem nyilatkozott).
2022-ben a lakosság 93,5%-a vallotta magát magyarnak, 1,6% cigánynak, 0,3% németnek, 0,2% románnak, 0,1% horvátnak, 3,5% egyéb, nem hazai nemzetiségűnek (6,5% nem nyilatkozott; a kettős identitások miatt a végösszeg nagyobb lehet 100%-nál). Vallásuk szerint 33,8% volt református, 19,1% római katolikus, 1% görög katolikus, 0,2% evangélikus, 0,1% ortodox, 2,7% egyéb keresztény, 0,7% egyéb katolikus, 9,3% felekezeten kívüli (32,8% nem válaszolt).

## Nevezetességei

### A De la Motte kastély
A noszvaji De la Motte kastély és melléképületét copf stílusban építette 1774 és 1778 között Povolny János. Ma szállodaként működik, néhány terme múzeumként látogatható. A kastélyparkban növénykülönlegességek is találhatók.
A kovácsoltvas kapu oszlopain az Almássyak címerét tartó unikornis áll. A földszinti előtérből nyílt a kápolna, amelyet eredetileg a család tagjai számára építettek, de ide járt a falu kicsiny számú katolikus lakossága is. (Ma már nem használják.) Az előtérből elegáns kétkarú lépcsőn lehet feljutni az emeletre. Az emeleti előtér mennyezetének freskója – Kracker János Lukács alkotása – Aurora diadalmenetét ábrázolja. Az oldalfalakat római istenségek szoborszerű karikatúrái, gúnyképei díszítik. A díszterem mennyezetén a bor élvezetét mutató jelenet látható. Az ajtók és az ablakok eredetiek, tölgyfából készültek barokk stílusban.
A díszteremben lévő eredeti, copf stílusú cserépkályhát Magner Károly készítette. A díszteremből balra indulva előbb a római szobába, majd a madaras szobába juthatunk. Jobbra festetlen termeket látunk. A parkban lévő építmények közül legnevezetesebb a télikert és a francia őrség egykori épülete.

### Galassy-kastély
Az 1900-ban, késő eklektikus stílusban épült kastély 1953-ban leégett, 1959-ben építették újjá. Noszvaj és Szomolya között található, Oxigén Hotel**** és ZEN Spa néven jelzik az útba igazító táblák.

### Gazdaház, Tájház
Az oromfalán olvasható évszám szerint a ház 1889-ben épült a Pataki család számára. Fala helyben fejtett kváderkőből áll. A tájházként berendezett épület egy jómódú gazda életébe enged bepillantást. A ház kőkerítése, díszes kapuoszlopai, az udvari homlokzat kőkeretes ablakai, a rácsos ajtó, a verebce, a bükkaljai népi építkezés tipikus vonásait mutatja.
Az utcai szoba és konyha a 19. század végének helyi lakásberendezési módját őrzi. A hátsó szobában kiállítás mutatja be a hátikosárfonást és a fafaragások, szőttesek mintakincsét.

### Pince és Magtár
A klasszicista stílusú pince és magtár a 19. században épült.

### Református templom
A középkori templomot 1564-ben vették át a protestánsok. Ezt 1928-ban bővítették, illetve a régi elemek felhasználásával barokk stílusban újjáépítették, de megmaradt például a faragott gótikus nyílás.
Írásos emlékek szerint a településen már 1248-ban állt egy kis romanikus stílusú templom, amely a 16. század második felében reformátussá vált. A 17. század végén egy ismeretlen festő-asztalos készítette a templom mennyezetét. A mester jól ismerte a középkori jelképrendszert. Reneszánsz és keleti motívumok is keveredtek a tábláin. Az 1928-as átépítés során egyes táblák az egri Dobó István Vármúzeumba kerültek.

### Barlanglakások
A település délkeleti peremén, a Honvéd utcában a vulkanikus eredetű felszíni riolittufába a feltehetően a 19. században vájt pinceházak csoportja, amely az 1990-es évek óta művésztelep, résztvevői kortársi koncepciók alapján azóta is alakítják a sziklába vájt térformákat.

## Nevezetes Noszvajiak
- Itt született Farkas Henrik (1942–2005) fizikus.
- Itt él Simorjay Emese színművésznő.
- Itt él Csernus Imre pszichiáter.

## Képgaléria

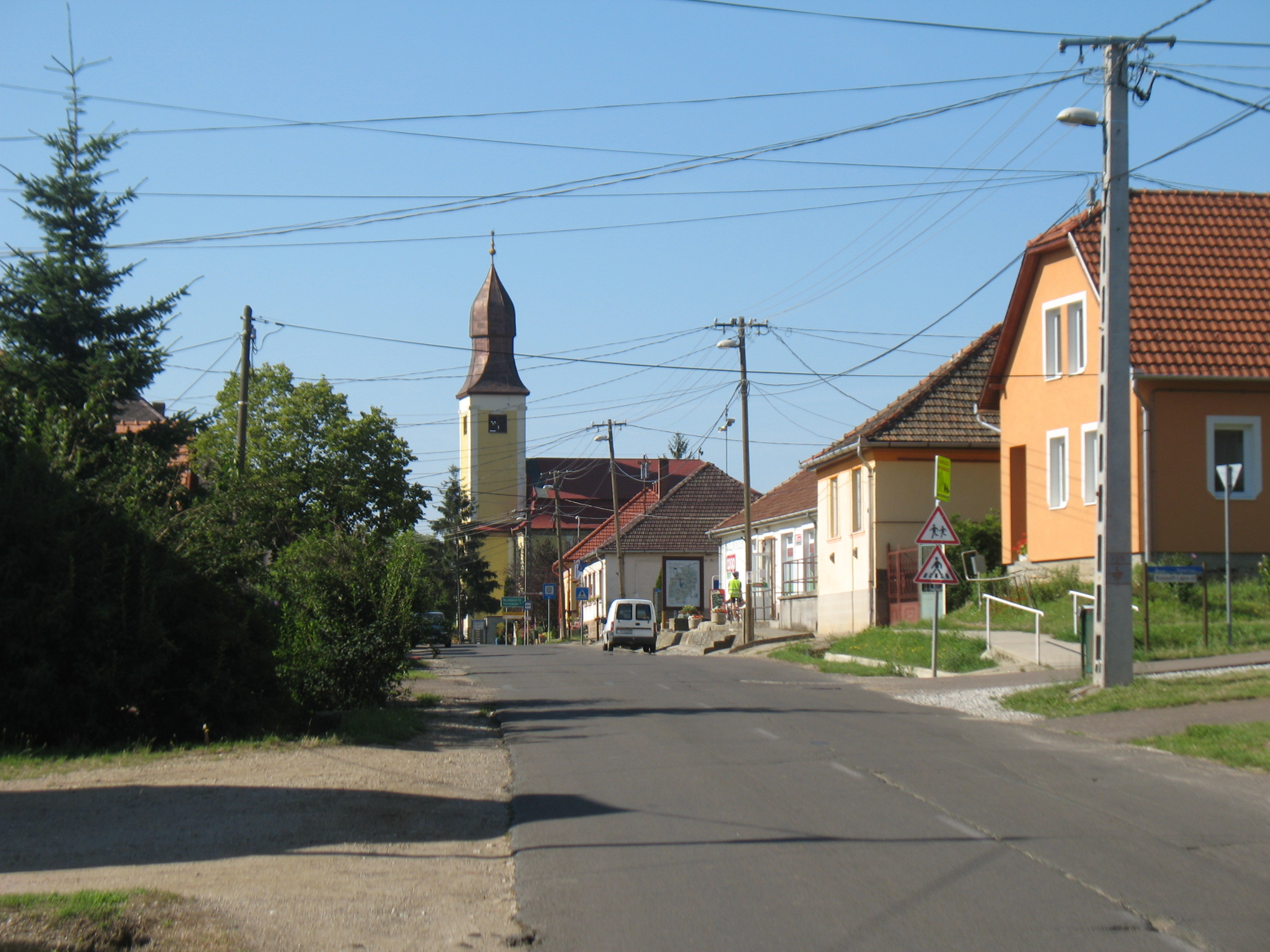
Noszvaji utcakép a református templommal
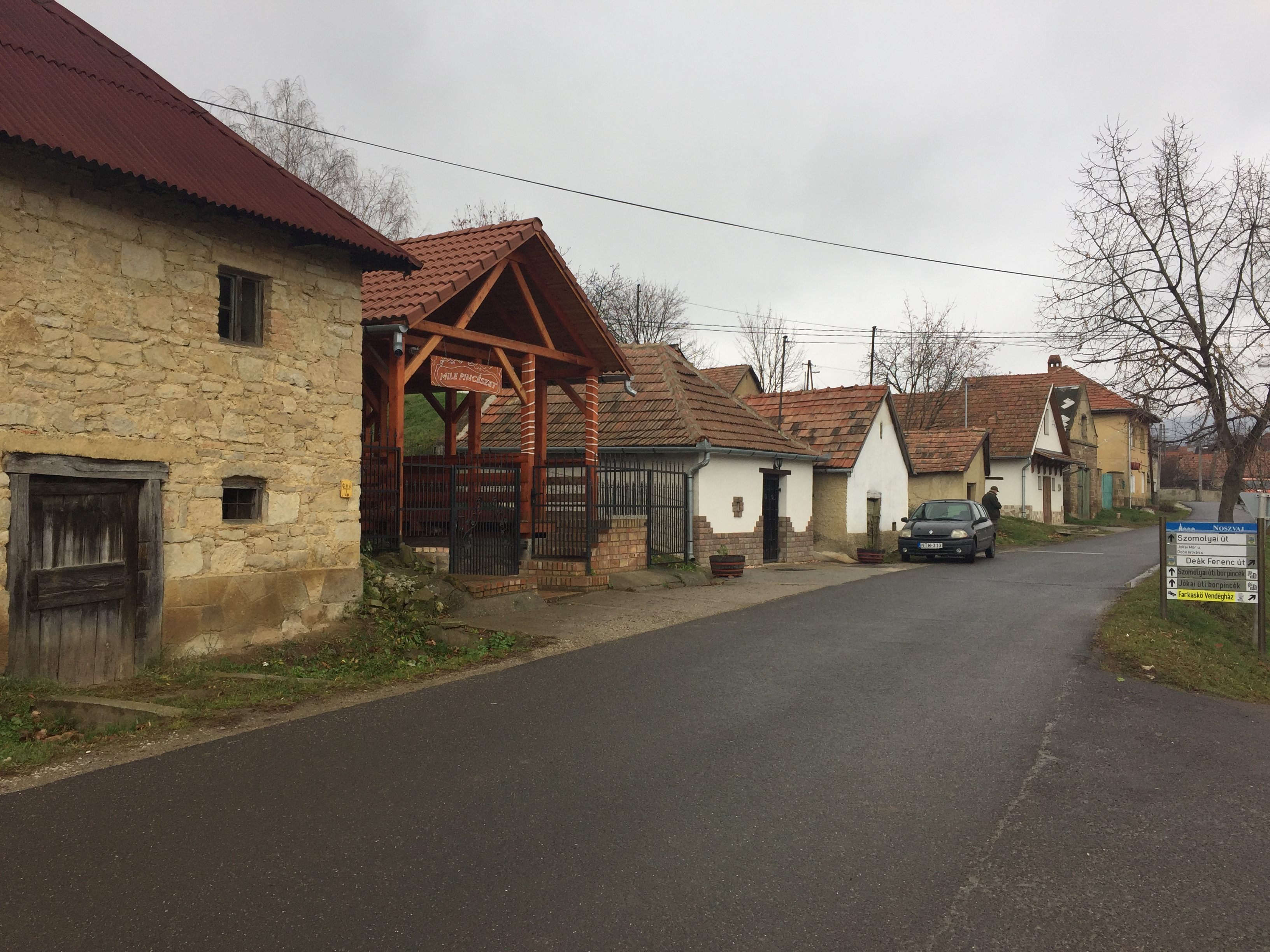
Noszvaji utcakép borospincékkel
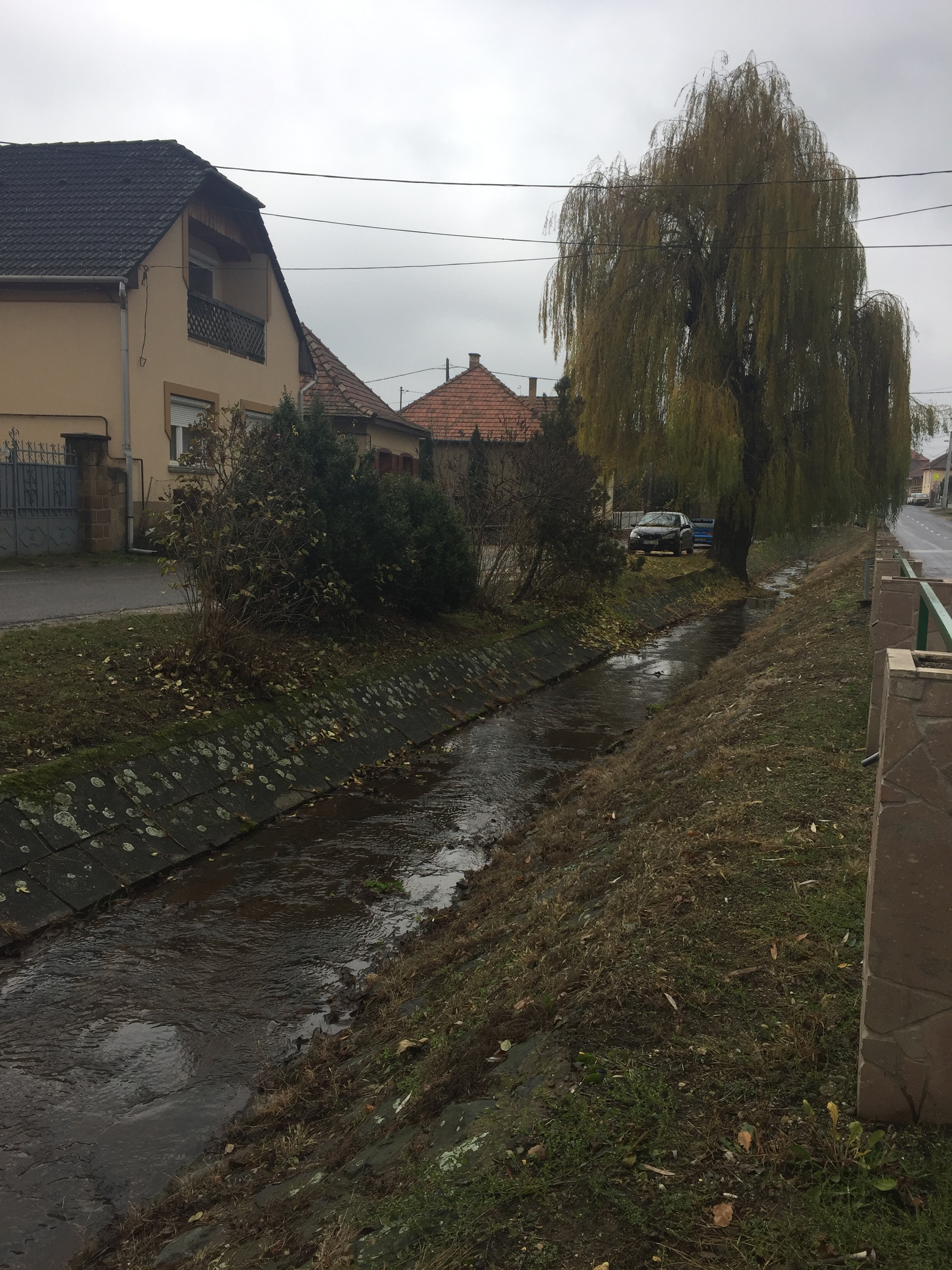
Kánya-patak
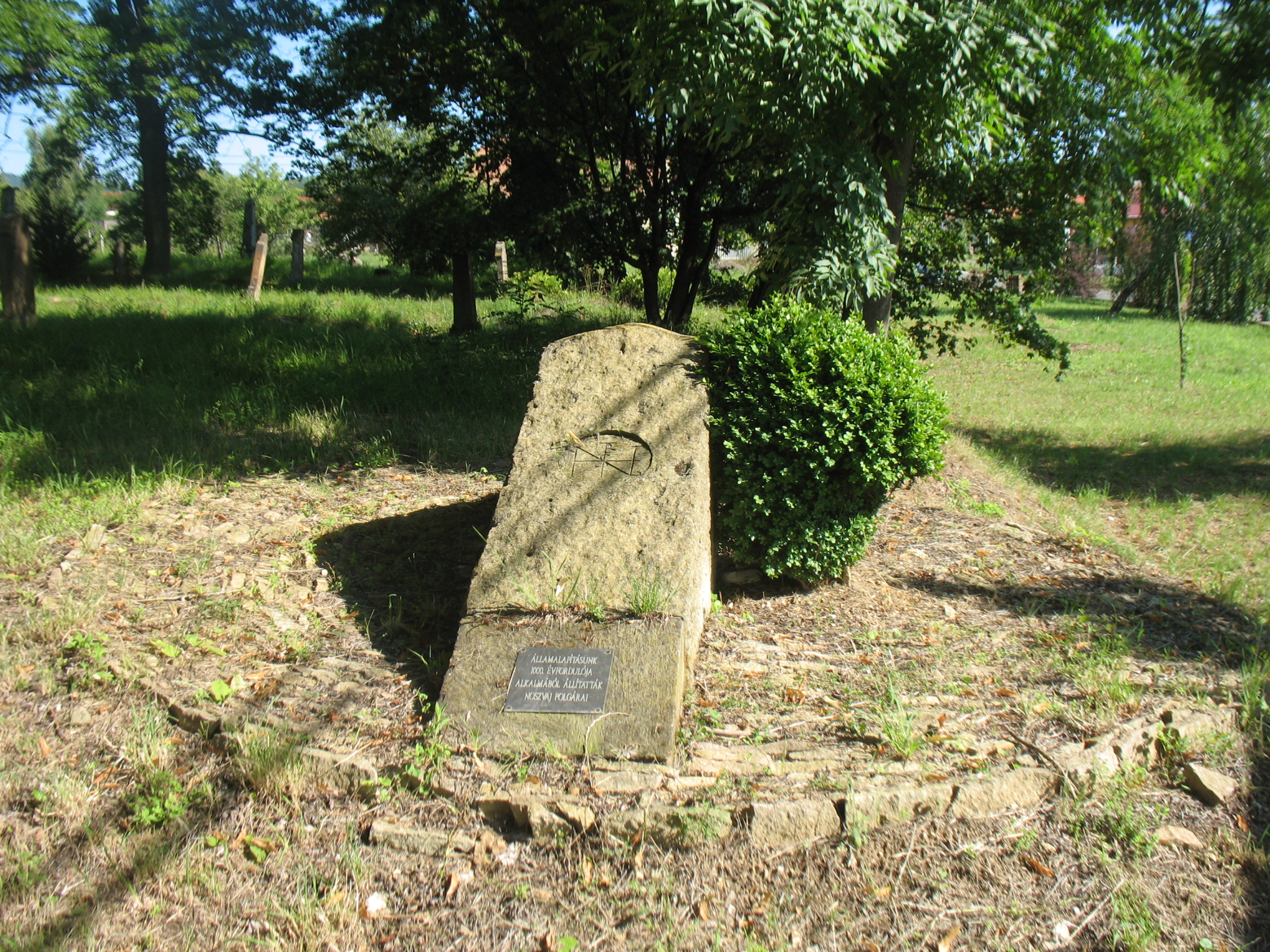
Az államalapítás emlékműve a faluban
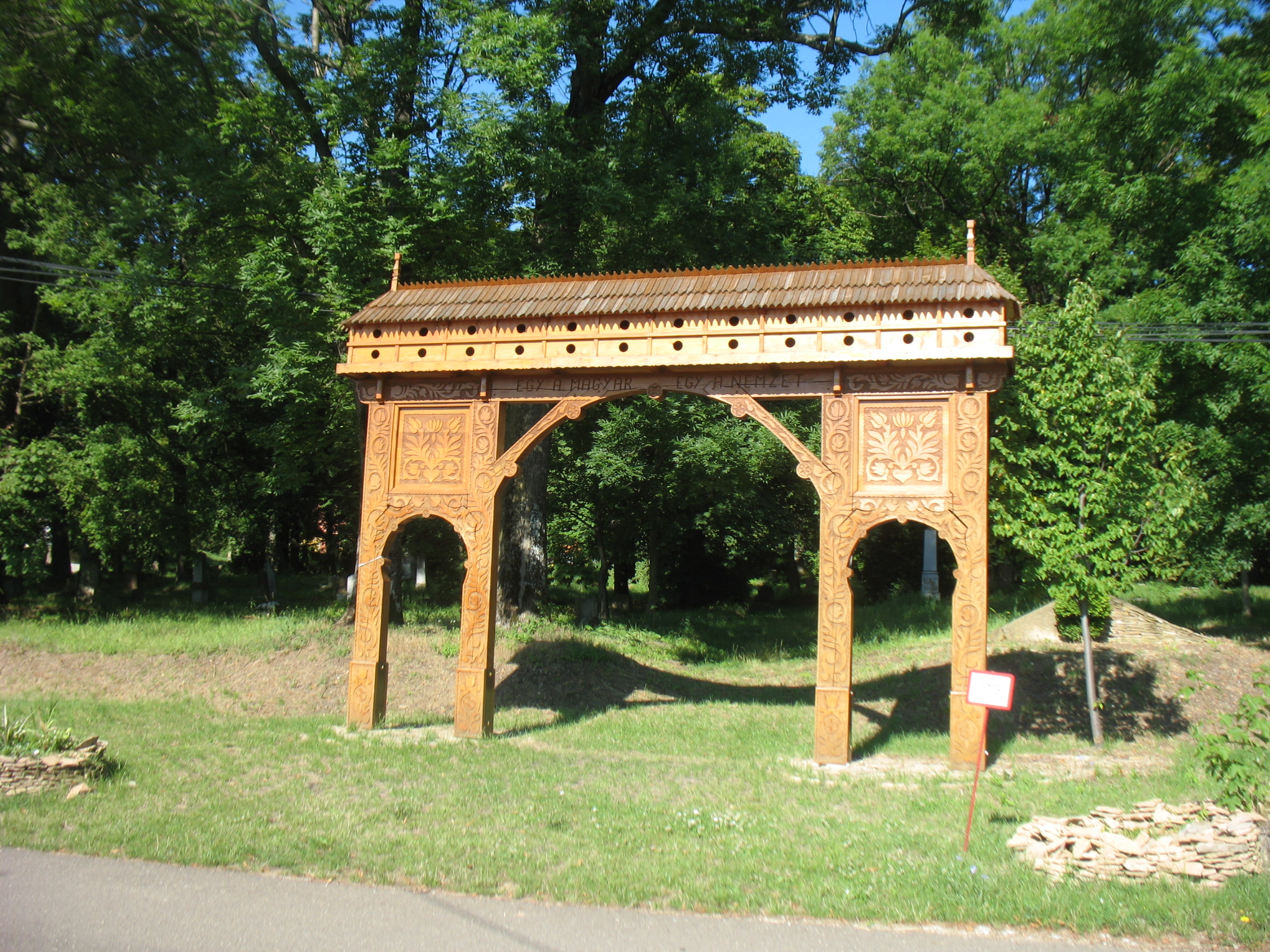
A temető bejárata
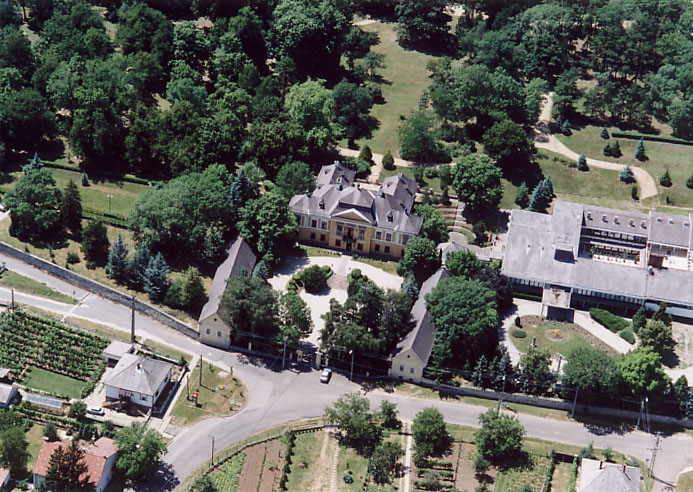
A De La Motte kastély légifotón
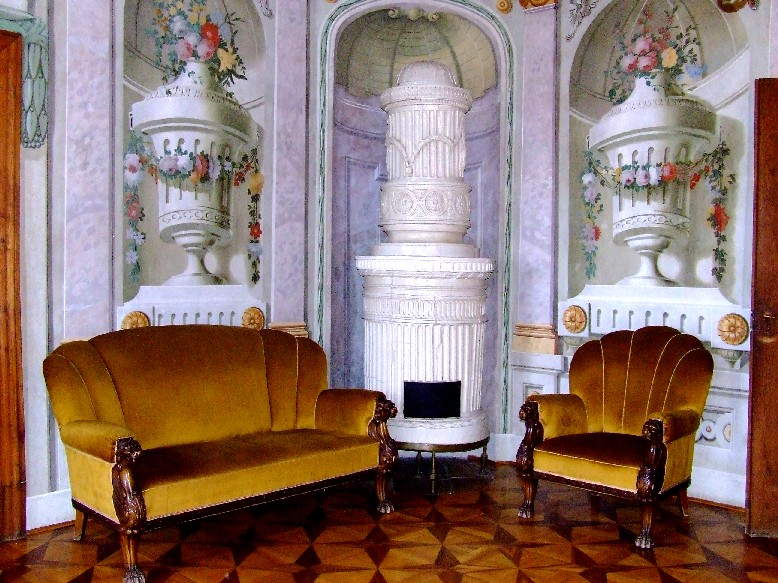
A De la Motte-kastély belső tere
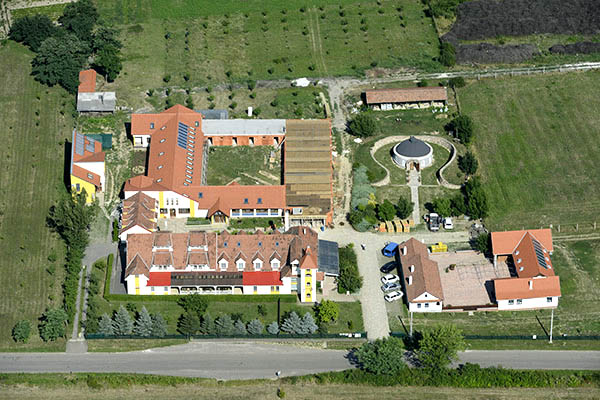
Medicin-Liget
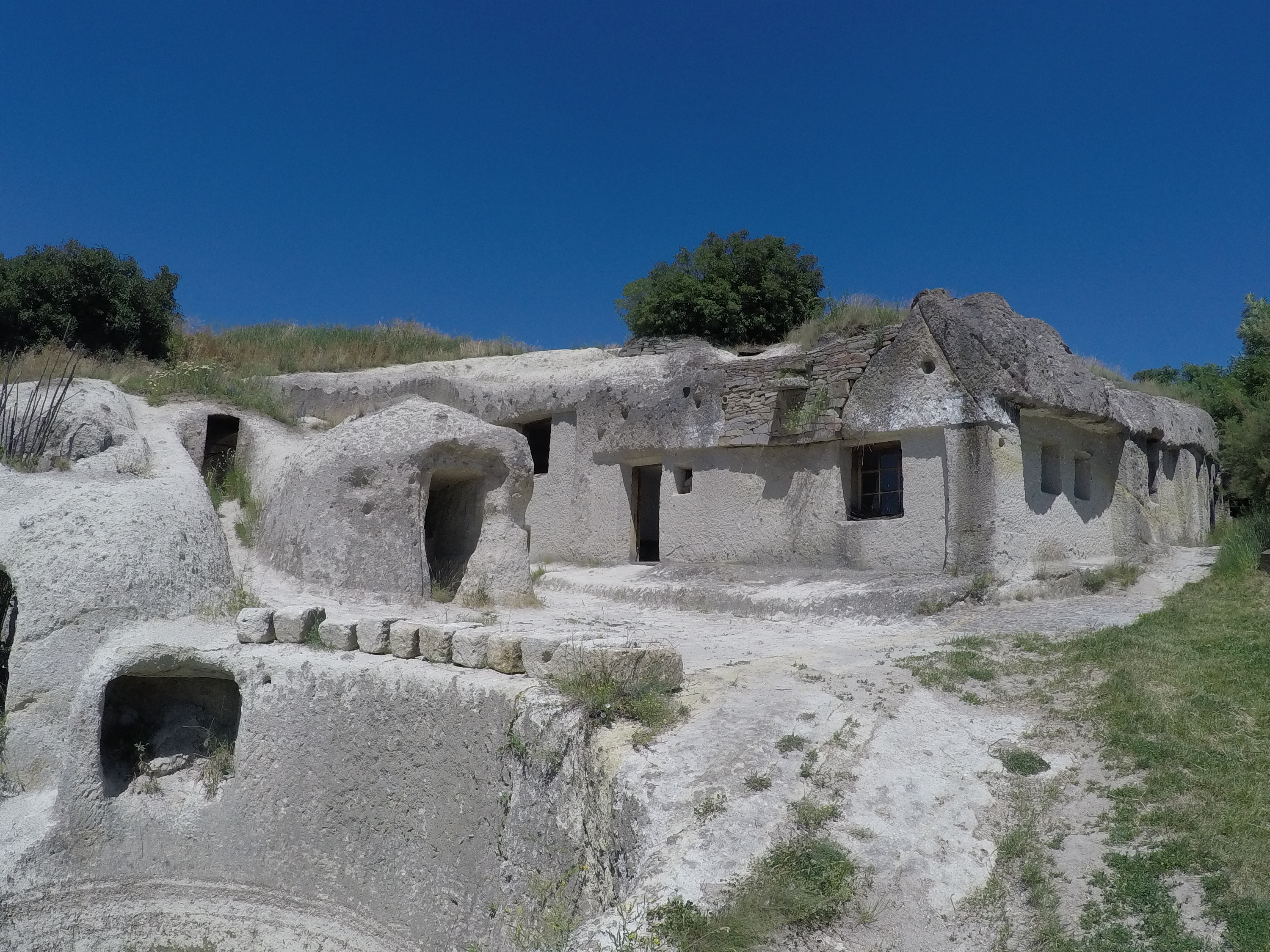
Barlanglakások
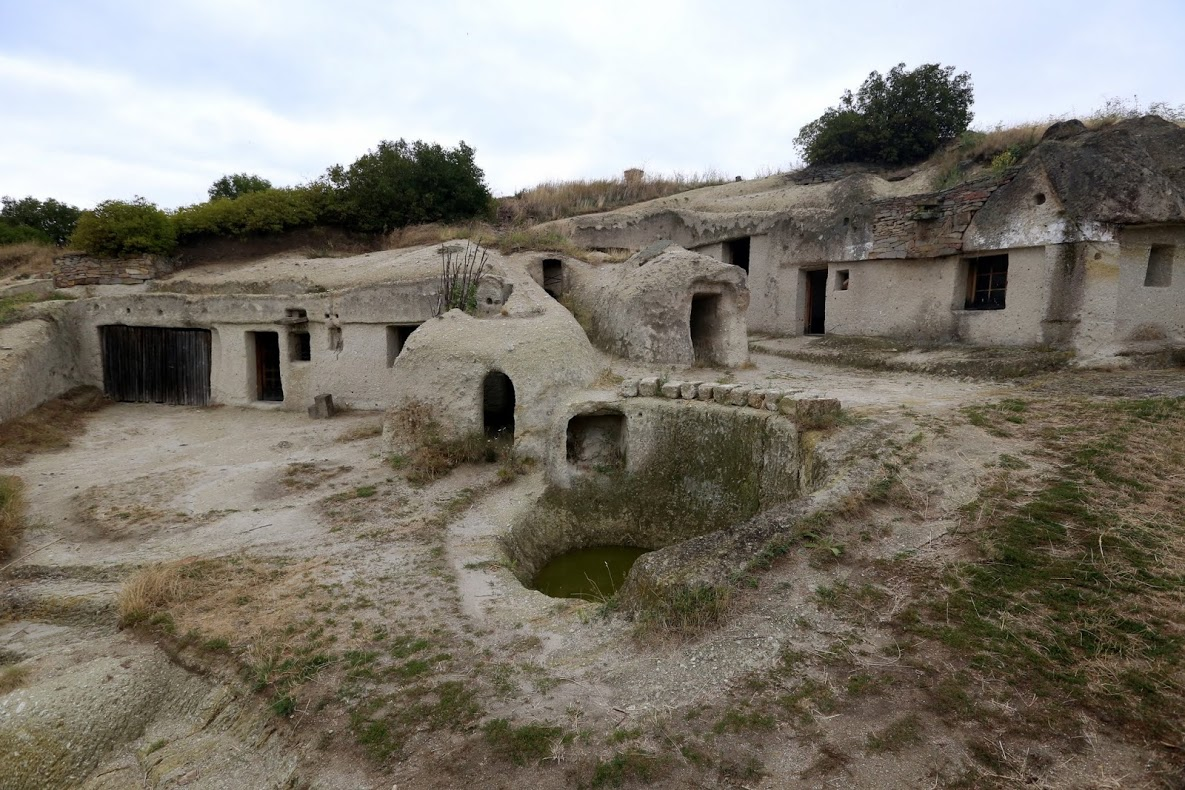
Barlanglakások
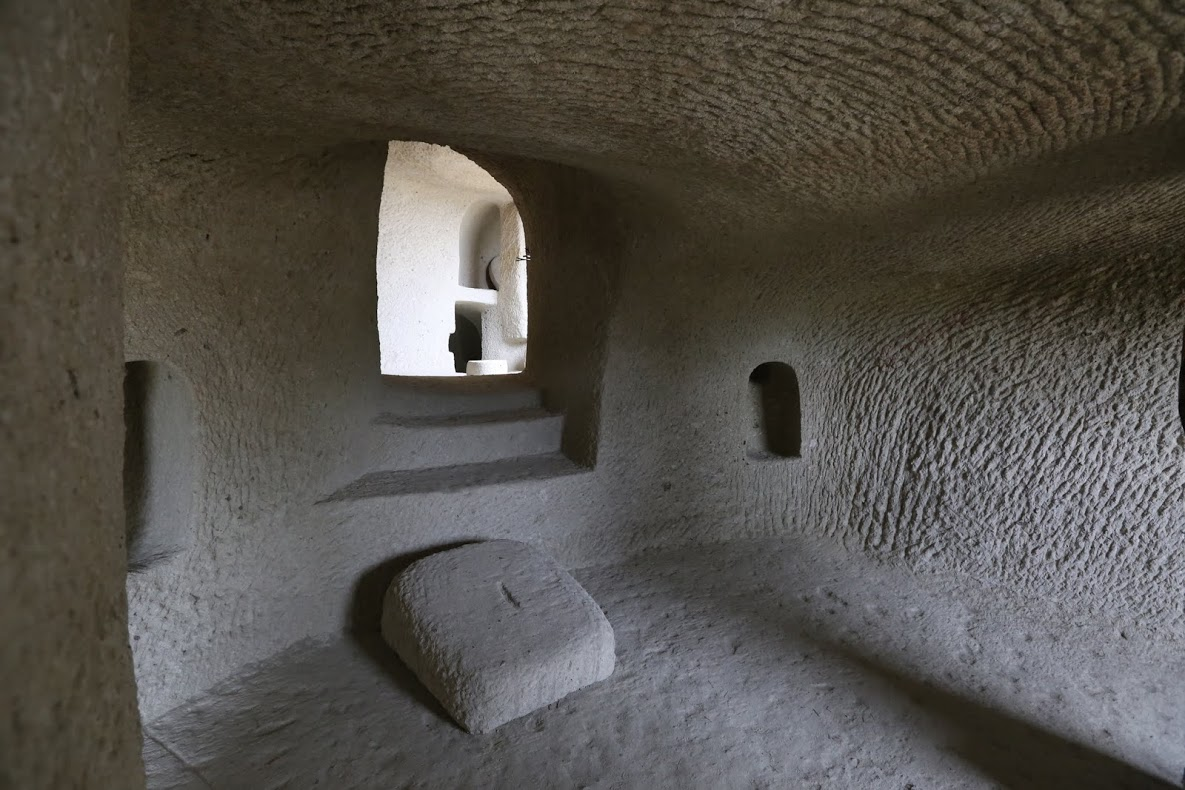
Barlanglakások
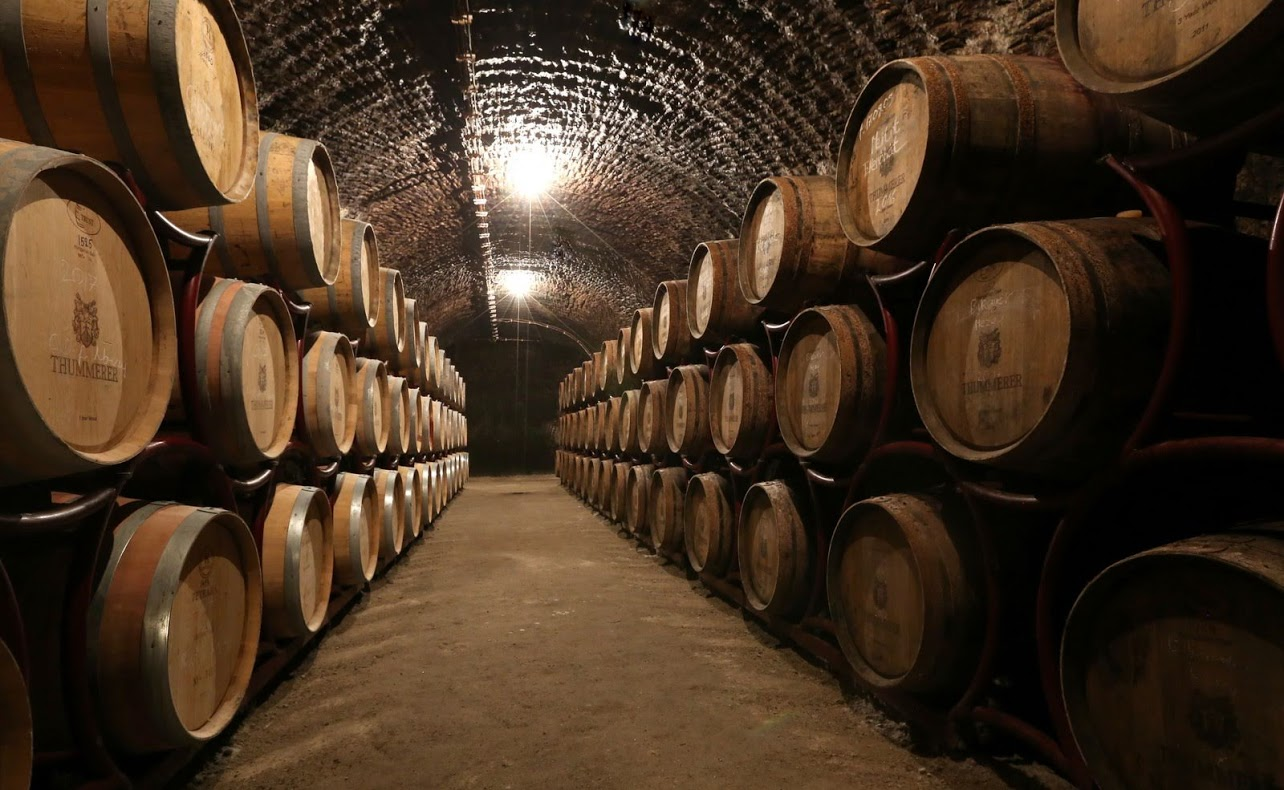
Thummerer Pincészet
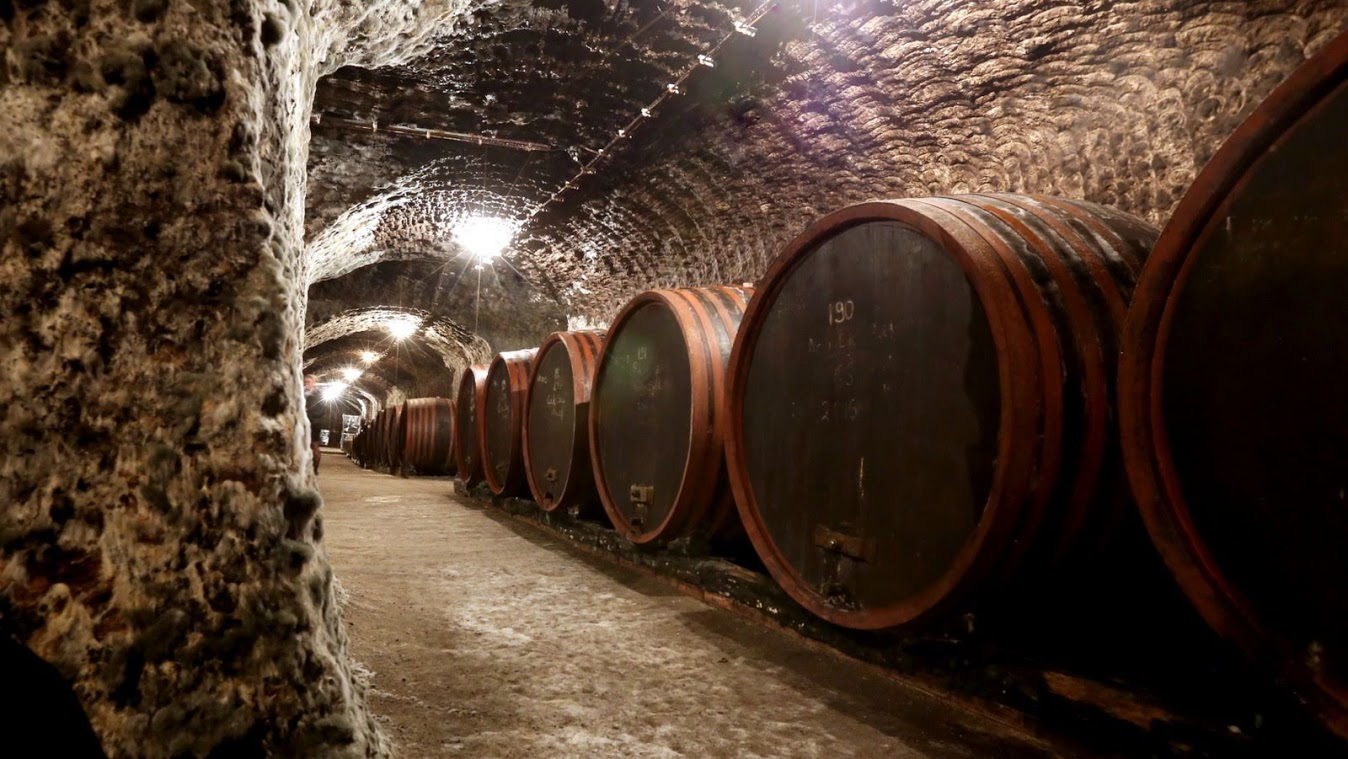
Thummerer Pincészet